# Killing Loneliness
«Killing Loneliness» (рус. Убиваю одиночество) — песня финской рок-группы HIM. Она была выпущена в феврале 2006 года как сингл с их пятого студийного альбома 2005 года — Dark Light. «Killing Loneliness», наряду с «Wings of a Butterfly», является одной из самых известных песен группы в Соединённых Штатах. Запись трека охарактеризовалась проблемами с записью. Вокалист группы Вилле Вало рассказывает:

Мы никак не могли довести её до совершенства. Партии ударных и гитар у нас были, но клавиши и вокал не складывались. Больше двух месяцев мы всё переделывали и переделывали каркас, пока не достигли желаемого.
В эпизоде Loveline от 11 мая 2006 года вокалист Вилле Вало подтвердил, что песня была вдохновлена скейтбордистом Брэндоном Новаком, который винил в своей героиновой зависимости необходимость, как он выразился, «убить одиночество». Песня воспроизводится в видеоигре 2010 года Rock Band 3.

## Видеоклипы

Кадр из европейской версии видеоклипа.

Существует две версии музыкального видео на песню, европейская и американская версии, последняя из которых была снята в апреле 2006 года и выпущена в мае. Режиссёром для европейской версии стал Нобл Джонс, для американской — Нетан «Карма» Кокс. В качестве гостя в американской версии видео выступает татуировщица Кэт Фон Ди, известная по реалити-сериалам Лос-Анджелесские чернила и Майамские чернила.

## Списки композиций
Финское издание
| №  | Название                      | Длительность |
| -- | ----------------------------- | ------------ |
| 1. | «Killing Loneliness»          | 4:29         |
| 2. | «Wings of a Butterfly» (live) | 3:26         |
| 3. | «Play Dead» (live)            | 4:00         |

Немецкое издание
| №  | Название                         | Длительность |
| -- | -------------------------------- | ------------ |
| 1. | «Killing Loneliness»             | 4:29         |
| 2. | «The Cage»                       | 4:17         |
| 3. | «Wings of a Butterfly» (live)    | 3:26         |
| 4. | «Under the Rose» (live)          | 3:55         |
| 5. | «Killing Loneliness» (видеоклип) |              |

Японские издание
| №  | Название                      | Длительность |
| -- | ----------------------------- | ------------ |
| 1. | «Killing Loneliness»          | 4:29         |
| 2. | «Under the Rose» (live)       | 3:55         |
| 3. | «Wings of a Butterfly» (live) | 3:26         |
| 4. | «Play Dead» (live)            | 4:00         |
| 5. | «Vampire Heart» (live)        | 5:13         |
| 6. | «The Cage» (версия с альбома) | 4:17         |

Британское издание
| №  | Название                | Длительность |
| -- | ----------------------- | ------------ |
| 1. | «Killing Loneliness»    | 4:29         |
| 2. | «Under the Rose» (live) | 3:55         |

Все «живые» версии треков — с концерта в Филадельфии, 2005 г.

## Чарты
| Чарт                   | Позиция |
| ---------------------- | ------- |
| Austrian Singles Chart | 56      |
| Finnish Singles Chart  | 2       |
| German Singles Chart   | 32      |
| Irish Singles Chart    | 45      |
| Swiss Singles Chart    | 44      |
| UK Singles Chart       | 26      |